# 라끼남: 라면 끼리는 남자
《라끼남: 라면 끼리는 남자》는 대한민국의 텔레비전 및 유튜브 예능 프로그램으로, 2019년 12월 6일부터 2020년 2월 21일까지 tvN과 유튜브 채널 채널십오야, 올'리브에서 방영되었다.

## 개요
- 전국방방곡곡 가장 맛있는 라면 찾아 해가 지고 뜰 때까지 끼리 먹는 전설의 육봉선생의 금강산도 식후경 라이프. 라면 끼리는 남자. 라끼남!

## 출연자
- 강호동